# 신상묵
신상묵(辛相默, 1915년 8월 13일 ~ 1984년 1월 29일)은 일제강점기의 일본 군인
이자 대한민국의 경찰이다. 일본군 부사관 군조가 되었다.
다른 이름(창씨개명)으로는 시게미쓰 구니오(重光國雄, 重光國夫, 重光邦雄)로 불린다.

## 생애
전라북도 익산군 출신이다. 교사를 양성하는 경상북도 대구의 대구사범학교를 졸업했다.
대구사범을 졸업한 1938년 전라남도 화순군의 청풍소학교 훈도로 발령받아 근무하다가, 1940년에 교사를 그만두고 조선특별지원병으로 일본군에 지원했다. 당시 교사는 안정적인 직업이라 군에 지원하는 일은 극히 드물었기 때문에 대구사범 졸업생들 사이에서는 적지 않은 화제가 되었다. 신상묵은 《매일신보》가 주최한 좌담회에 참석해 전쟁 지원 각오를 피력하였고, 《삼천리》에는 "나의 이 감격을 한 가지로 나누지 않으시렵니까. 이렇게 좋은 기회를 잃어버리지 않기를 바랍니다."라며 지원병제를 선전하는 투고문을 싣기도 했다.
일본군 헌병으로 진해에 있던 일본 해군 군용기 공장에 근무하면서 오장을 거쳐 부사관 중 가장 높은 계급인 조장에 올랐는데 일제시대 조선인 출신으로 일본군 헌병에서 이 직급을 얻은 유일한 사람이었다. 이 때 항일 운동을 탄압하고 항일 혐의로 체포된 피의자를 직접 고문한 혐의가 있다. 피해자들에 따르면 신상묵은 조직의 배후를 대라며 수십일 동안 혹독한 고문을 가했다.
세칭 무궁당 사건으로 김한경 이외 20명이 반일투쟁 목적으로 비밀결사를 조직한 사건과 양태의가 조선독립운동을 추진시킬 목적으로 금속회수, 공출, 징용 등을 방해하고 미군이 상륙하면 극력 원조하겠다는 언사를 하였다는 혐의로 동인 이외 4명을 검거한 사건으로 1944년 10월 초순 신상묵의 밀정이 밀고하였고 신상묵 헌병이 담당, 취조하였다.
일본이 태평양 전쟁에서 패하고 1945년에 우리나라가 일본의 폭정에서 해방되자 신상묵은 1946년에 국립경찰 양성 1기로 미군정 하의 경찰에 투신하였다. 곧 경상북도 도경 보안과장에 올랐으며 한국 전쟁 후에는 서남지구전투사령관으로 조선인민유격대와의 전투를 이끌었다. 이후 1954년부터 1956년까지 제주도 경찰국장을 역임했다. 지리산과 한라산에는 신상묵의 기념비가 남아 있다.
서남흥업이라는 기업체 고문으로 재직 중이던 1964년에는 지리산 도벌 사건의 배후로 지목되어 구속되었으나, 이듬해에 대법원에서 무죄 판결을 받았다. 이 사건은 국유림 내 벌채허가를 받은 기업들이 불법으로 나무를 베어낸 사건으로 현직 공무원도 연루되어 사회적인 파장을 불러일으켰다.

## 사후
신상묵의 이력은 대한민국 건국 초기에 경찰을 지냈다는 정도로 알려졌다. 그러나 2004년에 일제강점하 반민족행위 진상규명에 관한 특별법 개정을 둘러싸고 진상 규명에 적극적인 입장의 열린우리당과 반대하는 입장의 한나라당이 대치하던 중, 한나라당과 보수 언론에 의해 열린우리당 의장인 신기남의 아버지 신상묵이 일제 강점기에 헌병으로 근무할 때의 이력이 드러났다. 처음 폭로가 나왔을 때 신기남은 신상묵이 일제 강점기에 교사로만 재직했다고 밝혔고, 이로 인해 거짓 해명 논란이 인 끝에 신기남은 열린우리당 의장직을 사퇴했다.
2008년 발표된 민족문제연구소의 친일인명사전 수록예정자 명단 중 군 부문에 포함되었으며 2009년 11월, 최종적으로 친일인명사전에 수록되었다.

## 가족 관계
- 배우자: 박금옥(朴金玉, 1924년 5월 15일 ~ 2022년 1월 3일) 
  - 딸: 신선희(1945년 ~ )
  - 아들: 신기철(사망)
  - 아들: 신기도
  - 아들: 신기호
  - 아들: 신기남(1952년생, 정치인)
    - 며느리: 김은주
      - 첫째 손자: 신준선(1987년 ~ )
      - 둘째 손자: 신인선(1991년 7월 3일 ~ )

## 같이 보기
- 백야전사령부
- 정순석
- 김장룡